# 龍維祚
龍維祚（?—?），湖南武陵人，清朝政治人物。拔贡出身。
嘉庆12年（1807年），擔任清朝遵义府婺川縣知縣。后由楊錦接任。